# Sauze d’Oulx
Sauze d’Oulx (piemonti nyelven Sàuze d'Ols; okszitán nyelven Le Saouze d'Ols , a fasizmus alatt olaszosított neve Salice d'Ulzio) egy 1157 lakosú észak-olasz község a Piemont régióban, Torino megyében. A Susa-völgyben található, és a Susa- és Sangone-völgyi Hegyi Közösség részét képezi.

## Földrajza
Oulx 1503 méteres tengerszint feletti magasságon helyezkedik el a Genevris-hegy nyugati oldalán. A település két, jól elválasztható részre oszlik, az alpesi jellegű óvárosra, és a magasabban fekvő modern városrészre. A község területe magába foglalja Sportiniat (2137), amely a téli sportok helyszíne a Triplex-hegyen.

## Gazdasága
Manapság a község gazdaságának motorja a síturizmus. Sestriere után az ún. Via Lattea (Tejút) második legfontosabb síközpontja. Ez a szerepe egészen a 20. század elején kezdődött, amikor Adolfo Kind, miután véghezvitte első kísérleteit Giaveno hegyein, meghonosította az alpesi síelést Olaszországban. Télen 35 ezer turista is megfordul itt egész Európából.

## Sípályái
Sauze d'Oulx sípályái 1509 méter tengerszint feletti magasságon kezdődnek, kitűnően felszereltek, 11 felvonó és 11 sílift szolgálja ki az idelátogatókat. A 2006-os torinói téli olimpia alatt itt rendezték meg a síakrobatika versenyeket.